# Sekiro: Shadows Die Twice
Sekiro: Shadows Die Twice est un jeu vidéo d'action-aventure développé par FromSoftware et édité par Activision, sorti le 22 mars 2019 sur Windows, PlayStation 4 et Xbox One.
Le jeu se déroule dans un Japon médiéval-fantastique durant l'époque Sengoku. Il tient quelques inspirations de la trilogie Dark Souls, Demon's Souls ou encore Bloodborne dans certains éléments de Game Design (gestion de l'inventaire, système de réapparition, etc.) mais se démarque de ceux-ci par une narration plus directe de l'histoire, une absence du système de création de personnage et des combats plus orienté sur le rythme des parades.
Il reçoit un très bon accueil critique et diverses récompenses, étant notamment nommé jeu de l'année aux Game Awards et aux Steam Awards 2019.

## Système de jeu
Le joueur contrôle Loup, un shinobi armé d'un katana et d'un bras prothétique modifiable au cours du jeu. Contrairement à la trilogie Dark Souls ou à Bloodborne, Sekiro est entièrement centré autour d'un mode un joueur, sans éditeur de personnage et introduit des arbres de compétences.
Le mode de combat introduit une jauge de « posture » de l'adversaire permettant alors de porter un coup critique, voire une exécution de shinobi sur celui-ci, en plus de la barre de vie classique.
Un système d'infiltration a également été implanté au jeu, permettant au joueur, s'il n'a pas été repéré, de porter un coup fatal à l'adversaire. Autre nouveauté : le grappin, à la place du bras gauche du héros, apporte une dimension verticale dans les déplacements de ce dernier.

## Histoire
Pendant l'ère Sengoku au Japon,, le seigneur de guerre Isshin Ashina lance un coup d'état sur la ville d'Ashina. Au cours des combats sanglants, un shinobi errant, Ukonzaemon Usui dit la Chouette, recueille un orphelin qu'il appelle Loup et le forme à l'art du combat et la voie du shinobi. Vingt ans plus tard, le clan Ashina est sur le point de tomber, le vieil Isshin étant tombé malade et ses ennemis s'étant rassemblés autour des terres. Pour sauver son clan, Genichiro Ashina, le petit-fils d'Isshin, compte utiliser Kuro, le jeune Héritier divin, porteur de l'Héritage du Dragon qui permettrait de créer une armée immortelle. Loup, désormais combattant émérite chargé de la protection de Kuro, est vaincu par Genichiro et perd son bras gauche au cours de leur duel.
Cependant, comme il est porteur du Sang du dragon, Loup ne meurt pas et reprend conscience dans un temple en ruines où un sculpteur a remplacé son bras manquant par une Prothèse shinobi, un bras mécanique modifiable pour être équipé d'armes secrètes. Grâce à la Prothèse et au Sang de Dragon, Loup se fraye un chemin entre les rangs de l'armée de Genichiro et le retrouve au sommet du château Ashina. Loup emporte le duel au sabre mais Genichiro se relève, révélant qu'il a bu les Eaux de Jouvence, l'eau d'une source reproduisant artificiellement les pouvoirs du Sang de Dragon, et prend la fuite. Kuro choisit de ne pas fuir et d'entamer le rituel de la Rupture Immortelle, qui supprimerait son Héritage du Dragon et empêcherait quiconque d'obtenir de nouveau le Sang du Dragon. Loup accepte de l'aider malgré la puissance de l'ennemi et se rend dans les territoires perdus autour du château, guidé par Isshin Ashina qui a rallié Kuro et s'est pris de sympathie de Loup en le surnommant Sekiro (loup à un bras), pour retrouver les trois objets nécessaires au rituel, ainsi qu'un sabre capable de tuer les êtres immortels, la Lame de la Mort. Quand Sekiro revient au château, il est pris d'assaut par une armée menée par la Chouette, considéré comme mort trois ans auparavant. La Chouette veut également l'Héritage du Dragon et ordonne à son élève de rompre son serment envers Kuro.

## Développement
Le jeu est révélé pour la toute première fois aux Game Awards 2017, par un trailer de 30 secondes. Sa sortie est alors annoncé pour le 22 mars 2019 à l'E3 2018, et son nom final révélé : Sekiro: Shadows Die Twice.
Le jeu a été réalisé par Hidetaka Miyazaki du studio japonais FromSoftware, connu pour avoir créé la série des Souls et Bloodborne. Il a été édité par Activision dans le monde entier, FromSoftware l'éditant lui-même au Japon et Cube Game pour la région Asie-Pacifique.
Selon le développeur, Sekiro: Shadows Die Twice était à l’origine une suite spirituelle de Tenchu.
Sekiro: Shadows Die Twice est sorti sur Windows, PlayStation 4 et Xbox One le 22 mars 2019.

## Réception

### Accueil critique
Sekiro: Shadows Die Twice reçoit un très bon accueil critique, Metacritic lui donnant notamment une note comprise entre 88 et 91/100 selon les supports.

### Ventes
En juillet 2020, Sekiro: Shadows Die Twice s'était vendu à cinq millions d'exemplaires.

### Récompenses et nominations
Sekiro: Shadows Die Twice reçoit notamment les récompenses de jeu vidéo de l'année aux Game Awards 2019 et aux Steam Awards 2019,.
| Année | Cérémonie                          | Catégorie                      | Résultat   | Réf.   |
| ----- | ---------------------------------- | ------------------------------ | ---------- | ------ |
| 2019  | The Game Awards 2019               | Jeu de l'année                 | Lauréat    | [ 24 ] |
| 2019  | The Game Awards 2019               | Meilleur jeu d'action-aventure | Lauréat    | [ 24 ] |
| 2019  | The Game Awards 2019               | Meilleure réalisation          | Nomination | [ 24 ] |
| 2019  | The Game Awards 2019               | Meilleure direction artistique | Nomination | [ 24 ] |
| 2019  | The Game Awards 2019               | Meilleur design audio          | Nomination | [ 24 ] |
| 2020  | Game Developers Choice Awards      | Jeu de l'année (en)            | Nomination | [ 25 ] |
| 2020  | Game Developers Choice Awards      | Meilleur art visuel            | Nomination | [ 25 ] |
| 2020  | Game Developers Choice Awards      | Meilleur design                | Nomination | [ 25 ] |
| 2020  | British Academy Video Games Awards | Meilleur jeu (en)              | Nomination | [ 26 ] |
| 2020  | British Academy Video Games Awards | Game design                    | Nomination | [ 26 ] |
| 2020  | British Academy Video Games Awards | Réussite technique             | Nomination | [ 26 ] |
| 2020  | British Academy Video Games Awards | Animation                      | Nomination | [ 26 ] |